# Dennis Locorriere
Dennis Michael Locorriere (Union City, 13 juni 1949) is een Amerikaanse zanger en gitarist.

## Biografie
Locorriere, als een van de oprichters van Dr. Hook, was de ontvanger van meer dan 60 gouden en platina singles, waarmee hij de nummer 1 status behaalde in meer dan 42 landen. Hij is ook een songwriter, wiens liedjes zijn opgenomen door Bob Dylan, Crystal Gayle, B.J. Thomas, Helen Reddy, Willie Nelson, Southside Johnny, Olivia Newton-John en Jerry Lee Lewis, bij zijn publicatie Last Man Standing uit 2006
Locorriere, wiens bedrijf eigenaar is van de handelsmerknaam Dr. Hook, toert wereldwijd onder de naam Dr. Hook.
Locorriere heeft zijn zang bijgedragen aan de albums van anderen, zoals het album Always and Forever van Randy Travis (1987). Zijn solo-optredens omvatten nummers uit zijn verleden, evenals nieuwer materiaal uit zijn soloperiode.
Locorriere heeft de drie soloalbums Out of the Dark (2000), One of the Lucky Ones (2005) en Post Cool (2010) uitgebracht. Het compilatiealbum Alone in the Studio/The Lost Tapes werd uitgebracht in 2008. Locorriere bracht de live-cd Dennis Locorriere - Live in Liverpool (2004) uit, evenals een concert-dvd van zijn soloshow Alone With Dennis Locorriere ( 2002), een top tien concert-dvd van de Dr Hook Hits and History-tournee (2007) en een concert-dvd van de Post Cool-tournee (2011).
Locorriere trad op in The Devil And Billy Markham in het Lincoln Center in New York in 1989, dat is geschreven door Shel Silverstein en geregisseerd door Gregory Mosher.
In november 2000 toerde hij met zijn Voice of Dr. Hook concert in Australië en Nieuw-Zeeland en toerde daar weer in mei 2015. Sedert 2000 bracht hij drie soloalbums uit. Daarnaast verscheen in 2002 een live-dvd, in 2004 een livealbum en in 2008 een albumcompilatie.
In 2007 begonnen Locorriere en zijn band aan de Dennis Locorriere Celebrates Dr. Hook Hits and History-tournee. Begin 2008 toerde Locorriere door het Verenigd Koninkrijk, als lid van Bill Wyman's Rhythm Kings.
In het begin van 2010 toerde Locorriere opnieuw in het Verenigd Koninkrijk voor het promoten van zijn nieuwe album Post Cool.
In 2014 toerde hij voor het eerst in bijna 15 jaar door Australië.

### Dr. Hook & the Medicine Show
Locorriere formeerde in 1968 samen met Ray Sawyer de band Dr. Hook & the Medicine Show. Dr. Hook had hierbij betrekking op de figuur Captain Hook uit Peter Pan, die net als Sawyer een oogklep droeg. Weliswaar werden enkele van de succesvolste nummers van de band geschreven door Shel Silverstein, maar ook Locorriere stuurde enkele nummer bij.
Nadat de band in 1985 werd ontbonden, werkte Locorriere vervolgens als studiomuzikant en werkte hij onder andere met Randy Travis, John Hiatt en Kenny Rogers. 

## Discografie

### Studioalbums
- 2000: Out of the Dark (Track Records)
- 2005: One of the Lucky Ones (Track Records)
- 2010: Post Cool

### Livealbums
- 2002: Alone with...
- 2004: Live in Liverpool
- 2011: Post Cool Live
- 2021: The Voice Of Dr Hook - vinyl

### Compilatiealbums
- 2008: Alone in the Studio/The Lost Tapes
- 2011: Retrospection

### DVD's
- 2006: Alone with Dennis Locorriere
- 2007: Hits and History Tour Live
- 2011: Post Cool Live

- Bibliothèque nationale de France: cb13965025x (data)
- Gemeinsame Normdatei: 1174684941
- International Standard Name Identifier: 0000 0003 7189 0541
- Library of Congress Control Number: no98015534
- MusicBrainz: e0852756-9497-4c70-9595-e8f058bf2cf2
- Virtual International Authority File: 7149366377985602673